# João Pizzolatti
João Alberto Pizzolatti Júnior (Blumenau, 31 de outubro de 1961) foi ciclista profissional, Auditor Fiscal do estado de Santa Catarina e é um político brasileiro, sendo eleito cinco vezes deputado federal, filiado ao Progressistas (PP).

## Biografia
Foi campeão de ciclismo do JASC – Jogos Abertos de Santa Catarina, em 1978. 
Estudou Engenharia Civil pela Universidade Regional de Blumenau-SC, entre 1979 a 1984, cursou também Administração de Empresas, na mesma universidade, entre 1985 a 1987.
Como atividade profissional, passou no concurso público como Auditor Fiscal na Secretaria Estadual da Fazenda de Santa Catarina, em 1984, trabalhando na região de Blumenau.
Entre suas atividades representativas de Classe, pode-se mencionar a de Diretor da Associação dos Funcionários Fiscais do Estado de Santa Catarina (AFFESC), em Florianópolis-SC, de 1985 a 1987; e Presidente do Sindicato dos Fiscais de Mercadorias em Trânsito do Estado de Santa Catarina (SINDIFMT), Blumenau, SC, de 1991 a 1994.
Foi eleito deputado federal por Santa Catarina na eleição de 1994 com 58.490 votos, pelo PPR (Partido Progressista Reformador), para o mandato de 1995 a 1998,  na 50ª legislatura (1995 — 1999).
Em 1998 reelegeu-se com 75.144 votos para o mesmo cargo, para o mandato de 1999 a 2002, pelo PPB (Partido Progressista Brasileiro), na na 51ª legislatura (1999 — 2003).
Em 2002 elegeu-se pela 3ª vez para deputado federal com 81.364 votos, para o mandato de 2003 a 2006, pelo PP (Partido Progressista),a 52a legislatura (2003-2007).
Em 2006 elegeu-se pela 4ª vez, com 89.373 votos, para o mandato de 2007 a 2010, na 53a legislatura, e na eleição de 2010, fez mais de 133 mil votos, assumindo e efetivando o mandato para a legislatura de 2011 a 2015, em virtude de nova totalização dos votos pelo TRE.
Em relação a atividades partidárias, foi vice-líder do Partido Progressista na Câmara dos Deputados nos períodos de 27/5/2009 a 1/2/2010, e de 13/7/2011 a 17/8/2011.
Sobre seus trabalhos na Comissão Permanente, cita-se as participações nas Comissão de Fiscalização Financeira e Controle - CFFC: 2º Vice-Presidente, 06/03/2013 - 26/02/2014, Comissão de Minas e Energia - CME: Suplente, 07/03/2012 - 02/02/2013, Comissão de Agricultura, Pecuária, Abastecimento e Desenvolvimento Rural - CAPADR: Titular, 02/08/2011 - 31/01/2012, Comissão de Desenvolvimento Urbano - CDU: Titular, 07/03/2012 - 02/02/2013, Comissão de Fiscalização Financeira e Controle - CFFC: Titular, 05/03/2013 - 03/02/2014, 25/02/2014 - 31/01/2015.
No que se refere às Comissões Especiais, aponta-se suas participações em: PLP 221/12 – alterando o estatuto da microempresa: Suplente, 11/06/2013 - 07/08/2014, PL 5627/13 – sobre terrenos da Marina: Titular, 10/07/2013 - 26/11/2014; Código Aduaneiro do MERCOSUL: Titular; PEC nº 3/95, Serviços de Telecomunicações: Suplente; PEC nº 7/99, Ações Trabalhistas: Titular; PEC nº 53/99, Sistema Financeiro: Suplente; PEC nº 81/95, Cria Imposto sobre Distribuição de Combustíveis: Titular e Suplente; PEC nº 89/95, Número de Vereadores: 3º Vice-Presidente e Titular; PEC nº 175/95, Altera o Capítulo do Sistema Tributário Nacional: 3º Vice-Presidente e Titular; PEC nº 407-G, Precatórios: Suplente; PEC nº 407/96, Altera Art. 100 da Constituição Federal, Precatórios: Suplente; PL nº 846/95, Transporte Aquaviário/Cabotagem: Suplente; PL nº 1.921/99, Tarifa Social de Energia Elétrica: 3º Vice-Presidente, 20/6/2007-, e Titular, 18/6/2007-; PL nº 2.316/03, Código Brasileiro de Combustíveis: Titular, -4/2005; PL nº 2.377/03, Crédito para as Atividades Turísticas: Titular; PL nº 2.763/00, Política Nacional de Saneamento: Titular e Suplente; PL nº 4.874/01, Estatuto do Desporto: Titular; PL nº 5.186/05, Altera a Lei Pelé: Suplente, 6/2005-; PL nº 5.417/09, Pré-Sal/ Fundo Social: Titular, 16/9/2009-1/12/2010; PL nº 6.666/06, Lei do Gás: Suplente, 4/2006-; Projeto em Trâmite Sistema Financeiro Nacional: Suplente; Segurança Pública: Suplente.
No tocante a sua atuação nas Comissões Permanentes, aponta-se sua atuação na Comissão de Agricultura e Política Rural: Titular; Amazônia e de Desenvolvimento Regional: Titular; na de Constituição e Justiça e de Redação: Suplente; na de Desenvolvimento Urbano: Suplente, 3/2006-1/2007; na de Desenvolvimento Urbano e Interior: Suplente; Economia, Indústria e Comércio: 2º Vice-Presidente, Titular e Suplente; na de Finanças e Tributação: Titular, 4/3/2009-1/2/2010, e Suplente; na de Fiscalização Financeira e Controle: Titular, 4/3/2008-2/2/2009, 3/3/2010-17/3/2010; na de Legislação Participativa: Suplente, 18/3/2008-2/2/2009; na de Minas e Energia: Presidente, -3/2005, 3º Vice-Presidente, 3/2006-1/2007, Titular, -3/2005, 3/2005-3/2006, 3/2006-1/2007, 14/2/2007-6/2/2008, e Suplente, 4/3/2009-1/2/2010; na de Relações Exteriores e de Defesa Nacional: Titular e Suplente; na de Trabalho, Administração e Serviço Público: Suplente, 18/3/2008-2/2/2009; e na de Turismo e Desporto: Titular e Suplente, 4/3/2009-1/2/2010.
Em relação a suas participações em Comissões Parlamentares de Inquérito, podemos citar as CPIs de Pirataria de Produtos Industrializados: Suplente; Privatização Setor Elétrico: Titular; Setor de Combustíveis: Suplente.
Sobre sua participação em Frentes Parlamentes, pode-se mencionar a Frente Parlamentar do Setor Têxtil.
Já sobre sua atuação em Comissões Mistas do Congresso Nacional, percebe-se sua atuação na Criação do FGPC: Suplente; Planos, Orçamentos Públicos e Fiscalização: Titular e Suplente; Quadros de Cargos DAS da Advocacia-Geral da União, MF: Suplente; CPMI Conjunta do MERCOSUL: Suplente; CPMI Pesquisas de Intenções de Voto: Suplente.
No esquema de corrupção investigado pela Operação Lava Jato, em depoimentos das delações premiadas feitas pelo doleiro Alberto Youssef e o ex-diretor da Petrobras Paulo Roberto Costa, apontam que Pizzolatti “compunha o grupo de parlamentares do PP que, de maneira estável e permanente, atuava visando a manutenção e operacionalização do esquema”, nas palavras do procurador-geral Rodrigo Janot."
Em 9 de março de 2016, foi internado no Hospital Geral de Roraima (HGR), após sofrer um acidente doméstico. Segundo o governo, o estado do secretário é grave e requer cuidados. Pizzolatti sofreu fraturas nas costelas e trauma no crânio.
Em 30 de março de 2016 foi denunciado pela Procuradoria-Geral da República (PGR) pelos crimes de corrupção passiva e ocultação de bens no âmbito da Operação Lava Jato.
Em 20 de dezembro de 2017, se envolveu em acidente de carro que deixou 3 feridos graves, sob suspeita de embriaguez.
Em 28 de agosto de 2024, foi condenado em júri popular a quatro anos e oito meses de prisão por tentativa de homicídio pelo Tribunal do Júri, na comarca de Blumenau.